# George Rozier
George A. Rozier est un avocat et homme politique américain, né à St. Mary le 13 août 1902 et mort à Jefferson City en octobre 1984.

## Biographie
Arrière petit-fils de Ferdinand Rozier, fils d'Adolph Pratte Rozier qui a fondé Rozier Mercantile Company à Perryville en 1903, George Rozier suit ses études dans les écoles publiques de Perryville, au Chaminade College de Clayton et à l'université de Saint-Louis, où il obtient un diplôme en droit.
Rozier exerce le droit pendant plus de cinquante ans, principalement à Jefferson City, capitale de l'État du Missouri. En octobre 1941, il démissionna de son siège au Sénat pour devenir le principal avocat de la Commission d'indemnisation du chômage de l'État. En 1941, Rozier devint également président de la State Historical Society of Missouri (en).
Son épouse, Helen Elizabeth McReynolds, était la fille Allen McReynolds (en), sénateur de l'État, collègue législatif de George Rozier.

## Sources
- (en) Cet article est partiellement ou en totalité issu de l’article de Wikipédia en anglais intitulé « George Rozier » (voir la liste des auteurs).